# ブライアン・イワタ
ブライアン・イワタ（Brian Anthony Iwata、1948年8月20日 - 2023年10月7日）は、アメリカ合衆国の心理学者・応用行動分析家であり、重度行動障害の機能的分析に関する先駆的研究で広く知られている。フロリダ大学元特別教授。

## 経歴
1948年8月20日生まれ。ニュージャージー州スコッチプレインズ出身。フロリダ州立大学でジョン・ベイリー博士の指導の下、臨床心理学および学校心理学の博士号を取得。 在学中に行動分析とB.F.スキナーの理論に出会う。1974年に博士号を取得後、ウェスタンミシガン大学にて教員としてのキャリアをスタートさせ、1年足らずで応用行動分析学会誌（Journal of Applied Behavior Analysis, 略称: JABA）の編集委員に招かれた。
1978年にはジョンズ・ホプキンス大学医学部およびジョン・F・ケネディ研究所（現：ケネディ・クリーガー研究所）に移籍し、同年JABAの副編集長に就任。1981年には編集長となる。その後、1986年にフロリダ大学に移り、心理学および精神医学の特別教授（Distinguished Professor）として2022年の退職まで教鞭をとった。

## 業績
イワタの代表的研究は、自己刺激行動や攻撃行動などの重度行動障害が、オペラント条件づけに基づく学習によって維持されることを実証的に示したことである。特に1982年（1994年に再掲）の論文では、行動の機能を明らかにするための「機能的分析」手法を体系化し、理論・臨床実践・政策に多大な影響を与えた。この手法は、問題行動の原因を明確にするための分析的かつ実用的な枠組みを提供し、教育現場での「機能的行動アセスメント（FBA）」と「行動介入計画（BIP）」の義務化にもつながった。

## 著書
- Journal of Behavior Analysis Reprint Series（1989）
- Behavior Analysis in Developmental Disabilities（1997）
- Behavior Analysis: Applications And Extentions: 1968-1999（2000）